# ヘンリー・シンクレア (第10代シンクレア卿)
第10代シンクレア卿ヘンリー・シンクレア（英語: Henry St Clair, 10th Lord Sinclair、1660年6月3日洗礼 – 1723年3月14日埋葬）は、スコットランド貴族。

## 生涯
ジョン・シンクレア（John St Clair、1632年2月14日洗礼 – 1672年8月22日以降）とキャサリン・シンクレア（Catherine Sinclair、1666年7月13日没、第9代シンクレア卿ジョン・シンクレアの娘）の息子として生まれ、1660年6月3日にエディンバラで洗礼を受けた。
1674年11月10日に母方の祖父が死去した。『クラクロフト貴族名鑑』によると、15世紀に創設されたシンクレア卿 (英語版) の爵位が女系継承を許可しているかははっきりせず、男系しか許可しない場合は第9代シンクレア卿の死とともにシンクレア卿の爵位が休止状態（dormant）になっていた。結果的には1677年6月1日に爵位の継承規定が改訂され、ヘンリーがシンクレア卿として承認されるとともにヘンリーの男系子孫、ヘンリーの弟ジョンの男系子孫、ヘンリーの父方の叔父たち（ロバート、ジョージ、マシュー）およびその男系子孫、ヘンリーの最近親の男系子孫、という継承順位が定められた。また、それに先立つ1676年には母方の祖父の遺産を継承した。
名誉革命の後、ウィリアム3世とメアリー2世の即位を承認する（スコットランド議会の）法案に抗議したが、スコットランド貴族のうち抗議したのはシンクレア卿だけだった。
1708年、フランスによるイギリス侵攻計画に加担した疑いをかけられ、エディンバラ城に投獄された。
1723年3月に死去、14日にダイザートで埋葬された。長男ジョンが私権剥奪（attainder）されていたため、爵位を継承できずに剥奪された。1782年、貴族院は第10代シンクレア卿の母方のおじマシューの曽孫にあたるチャールズ・シンクレアによるシンクレア卿の継承を承認した。

## 家族
1680年12月30日、グリゼル・コックバーン/バーバラ・コックバーン（Grizel Cockburn/Barbara Cockburn、初代準男爵サー・ジェームズ・コックバーンの娘）と結婚、6男5女をもうけた。
- グリゼル（1681年12月27日洗礼 – 1737年8月22日） - ジョン・パターソン（John Paterson）と結婚、子供あり
- ジョン（英語版）（1683年 – 1750年） - 庶民院議員、軍人。1715年ジャコバイト蜂起への参加により私権剥奪
- キャサリン（1685年7月14日洗礼 – ?） - 第3代準男爵サー・ジョン・アースキンと結婚、子供あり
- マーガレット（1688年1月23日 – 1756年10月23日） - 初代準男爵サー・ウィリアム・ベアードと結婚
- ジェームズ（英語版）（1688年 – 1762年） - 庶民院議員、軍人
- ウィリアム（1762年5月20日埋葬）
- デイヴィッド（1712年没）
- ヘンリー（1756年1月21日没）
- マシュー（1747年4月3日没）
- エリザベス（1721年没） - 1716年7月5日以降、第4代ウィームズ伯爵デイヴィッド・ウィームズと結婚、子供あり
- アン